# Turkije op de Olympische Zomerspelen 1964
Turkije nam deel aan de Olympische Zomerspelen 1964 in Tokio, Japan. Alle zes medailles werden in het worstelen gewonnen.

## Medailles

### 1Goud
- Kazim Ayvaz — worstelen, mannen Grieks-Romeins lichtgewicht
- Ismail Ogan — worstelen, mannen vrije stijl weltergewicht

### 2Zilver
- Hüseyin Akbas — worstelen, mannen vrije stijl bantamgewicht
- Hasan Güngör — worstelen, mannen vrije stijl middengewicht
- Ahmet Ayik — worstelen, mannen vrije stijl halfzwaargewicht

### 3Brons
- Hamit Kaplan — worstelen, mannen vrije stijl zwaargewicht

Afghanistan · Algerije · Argentinië · Australië · Bahama's · België · Bermuda · Birma · Bolivia · Brazilië · Brits-Guiana · Bulgarije · Cambodja · Canada · Ceylon · Chili · Colombia · Congo-Brazzaville · Costa Rica · Cuba · Denemarken · Dominicaanse Republiek · Duits eenheidsteam · Ethiopië · Filipijnen · Finland · Frankrijk · Ghana · Griekenland · Groot-Brittannië · Hongarije · Hongkong · Ierland · IJsland · India · Irak · Iran · Israël · Italië · Ivoorkust · Jamaica · Japan · Joegoslavië · Kameroen · Kenia · Libanon · Liberia · Libië · Liechtenstein · Luxemburg · Madagaskar · Maleisië · Mali · Marokko · Mexico · Monaco · Mongolië · Nederland · Nederlandse Antillen · Nepal · Nieuw-Zeeland · Niger · Nigeria · Noord-Rhodesië · Noorwegen · Oeganda · Oostenrijk · Pakistan · Panama · Peru · Polen · Portugal · Puerto Rico · Roemenië · Senegal · Sovjet-Unie · Spanje · Taiwan · Tanganyika · Thailand · Trinidad en Tobago · Tsjaad · Tsjecho-Slowakije · Tunesië · Turkije · Uruguay · Venezuela · Verenigde Arabische Republiek · Verenigde Staten · Vietnam · Zuid-Korea · Zuid-Rhodesië · Zweden · Zwitserland